# 지토세후나바시역
지토세후나바시역(일본어: 千歳船橋駅)은 일본 도쿄도 세타가야구에 위치한 오다큐 전철 오다와라선의 역이다. 역 번호는 OH 12이다.

## 역 구조
사이에 통과선(급행선)을 둔 상대식 승강장 2면 4선의 고가역이다. 승강장 유효 길이는 10량 편성분이지만, 2012년 3월 다이어 개정까지 상행 승강장은 10량 편성으로 정기 열차가 무정차 한 뒤 2량분은 출입 금지된 상태였다.

### 타는 곳
| 번선   | 노선         | 방향 | 궤도   | 행선                                                     |
| ------ | ------------ | ---- | ------ | -------------------------------------------------------- |
| 1      | 오다와라선   | 하행 | 완행선 | 오다와라 · 하코네유모토 · 후지사와 · 가타세에노시마 방면 |
| 통과선 | □ 오다와라선 | 하행 | 급행선 | (하행 열차의 통과)                                       |
| 통과선 | □ 오다와라선 | 상행 | 급행선 | (상행 열차의 통과)                                       |
| 2      | 오다와라선   | 상행 | 완행선 | 신주쿠 · 지요다선 방면                                   |

## 역 주변
역의 남북으로는 상점가가 확산되면서 역 주변은 "지토후나"의 애칭으로 불리고 있다. 남쪽 출입구의 동쪽 방향에는 택시 승강장이 있다.
- 모리시게대로 - 배우 모리시게 히사야가 사저를 버티고 있던 것에서, 세타가야구에서 정식으로 명명되었다.
- 간파치도리
- 지토세도리
- 조야마도리
- 일본 중앙 경마회 공공 승마장
- 미쓰코시 공공 승마장
- UNIQLO 세타가야 지토세다이점 - UNIQLO의 일본 최대급 점포.
- 도쿄도립 지토세오카 고등학교
- 도쿄 농업대학
- 다이토가쿠인 고등학교
- 경시청 세이조 경찰서
- 공립 학교 공제 조합 간토 중앙 병원
- 도쿄도 장애자 지원 센터
- 세타가야구 사쿠라가오카 구민 센터
- 세타가야구립 사쿠라가오카 도서관
- 지토세후나바시역앞 우체국
- 세타가야 사쿠라가오카니 우체국
- 세타가야 사쿠라가오카고 우체국
- 세타가야 자연 식품 본사

## 역사
- 1934년 4월 1일: 영업 개시.
- 1937년 9월 1일: 가타세에노시마역 행 "직통" 정차역이 됨(오다와라 방향의 "직통"은 통과).
- 1948년 9월: "사쿠라준급"이 설정되어 정차역이 됨.
- 1998년 4월 16일: 고가 복복선화 사업으로 인한 역사의 외관 디자인이 결정됨[1].
- 2001년 10월 28일: 하행 승강장 고가화. 현재의 승강장 사용 개시.
- 2002년 7월 28일: 상행선 고가화.
- 2003년 12월 14일: 현 역사 공용 개시.
- 2004년
  - 5월 23일: 상행 통과선 사용 개시(상행 2선화 완성).
  - 9월 26일: 하행 통과선 사용 개시(복복선화 완성).
  - 12월 11일: 구간준급이 새로 설정되어 정차역이 됨.
- 2016년 3월 26일: 구간준급이 폐지되면서 다시 각역정차만 정차하게 됨.

## 사진

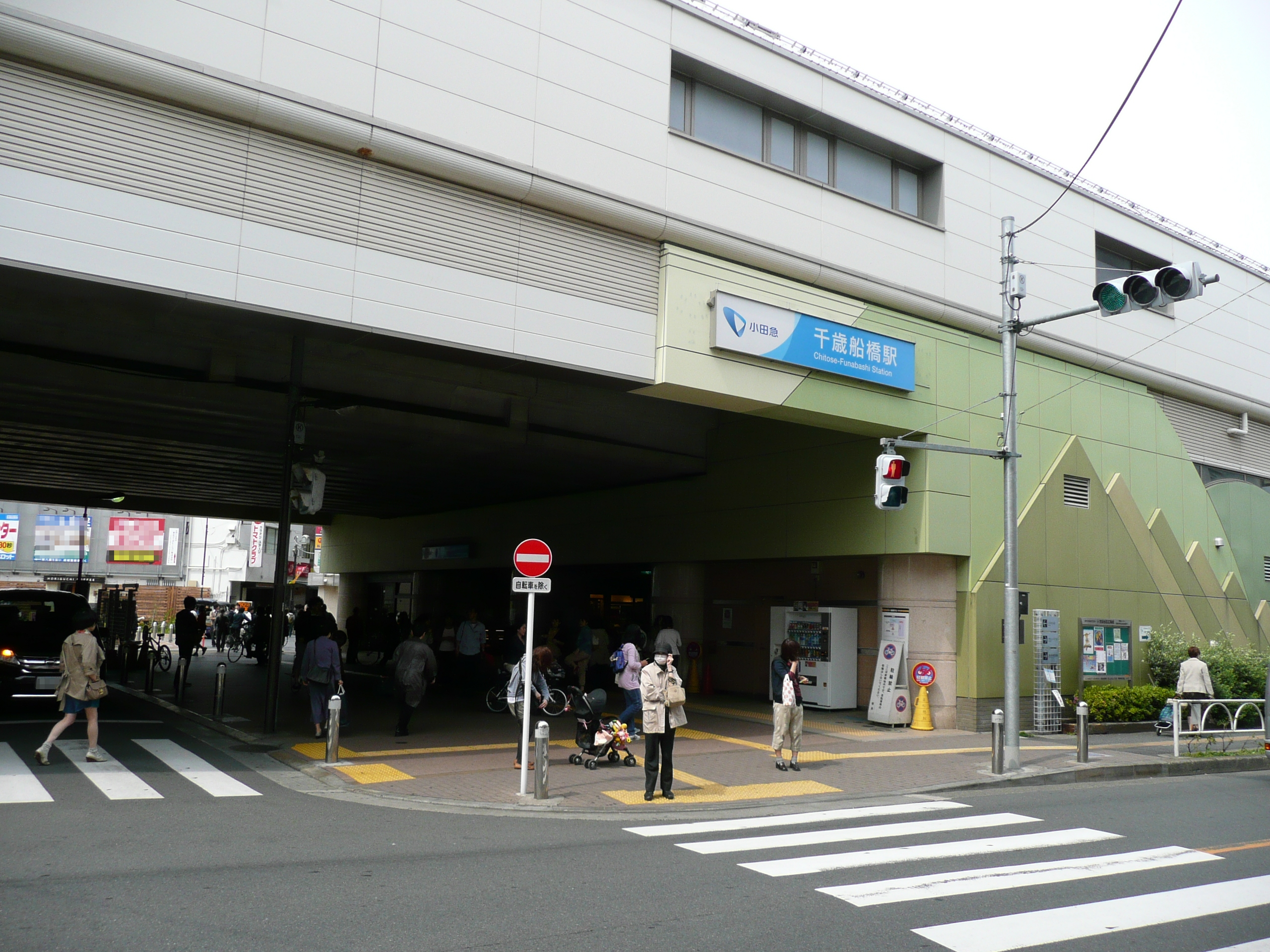
남쪽 출입구

## 인접역
| 오다큐 오다와라선      | 오다큐 오다와라선                       | 오다큐 오다와라선                             |
| ---------------------- | --------------------------------------- | --------------------------------------------- |
| (무정차통과)           | ■ 쾌속급행 □ 통급급행 ■ 급행 □ 통근준급 | (무정차통과)                                  |
| OH 11 교도 신주쿠 방면 | ■ 준급 ■ 각역정차                       | 소시가야오쿠라 OH 13 후지사와 · 오다와라 방면 |